# Badholmen, Saltsjöbaden

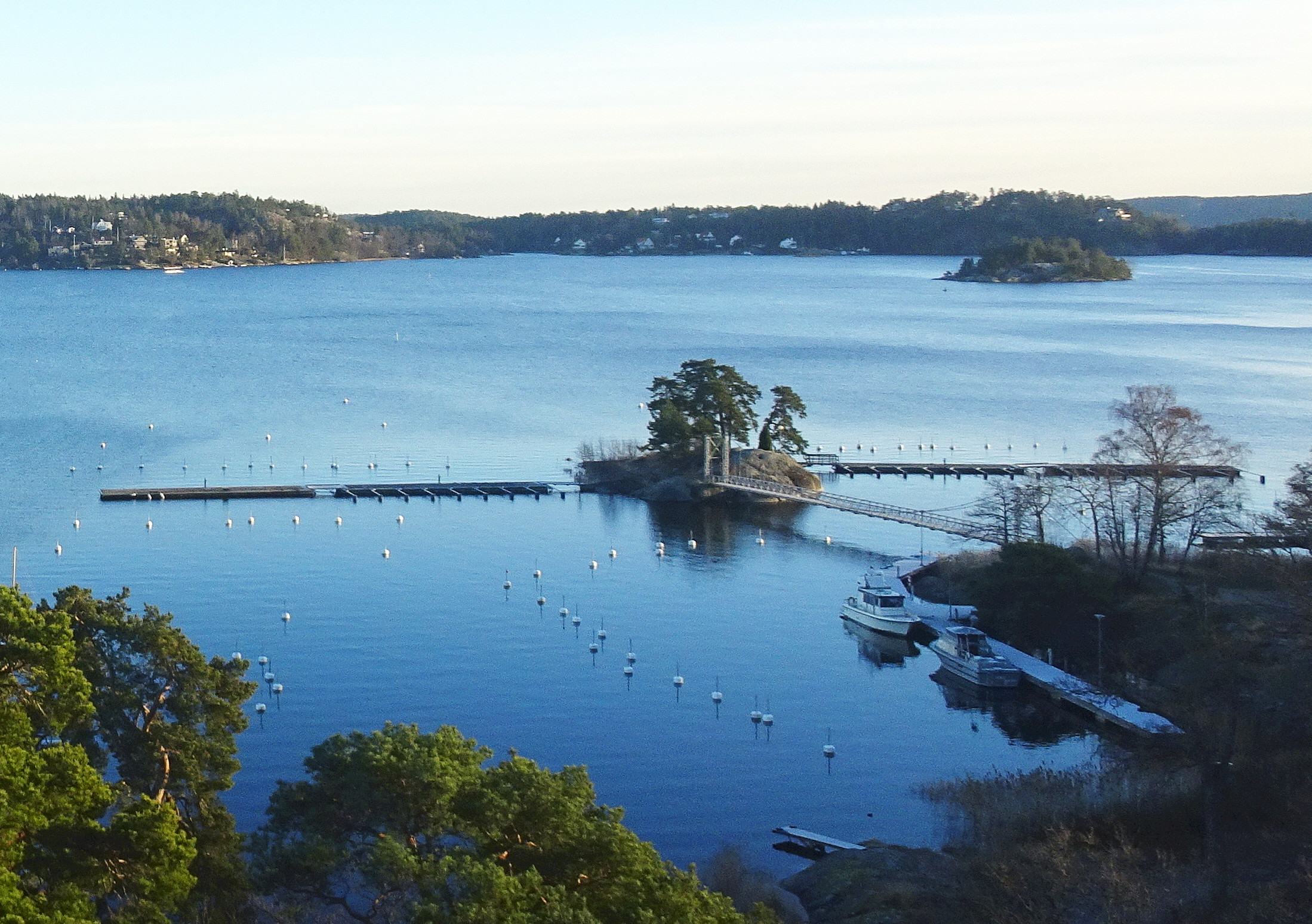
Badholmen från Grünewaldvillan, 2015.

Badholmen är en liten klippö i Baggensfjärden i Saltsjöbaden, Nacka kommun. Namnet härrör från ett kallbadhus som fanns på ön. Idag är Badholmen plats för KSSS bryggor för fritidsbåtar.

## Beskrivning

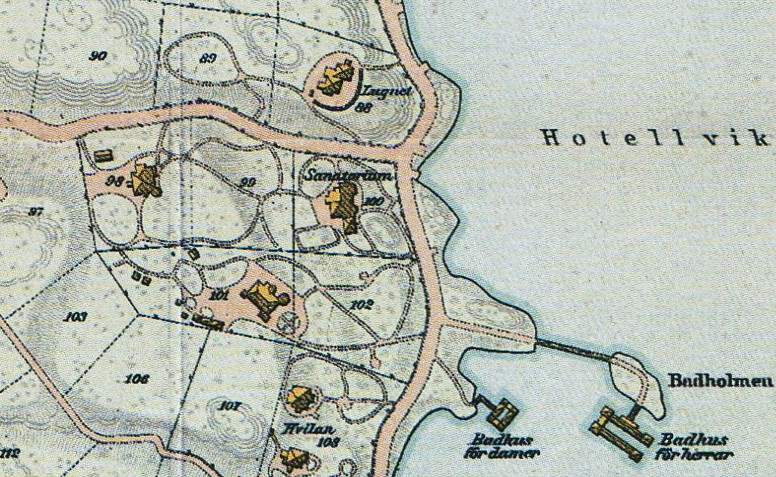
Badholmen 1896.

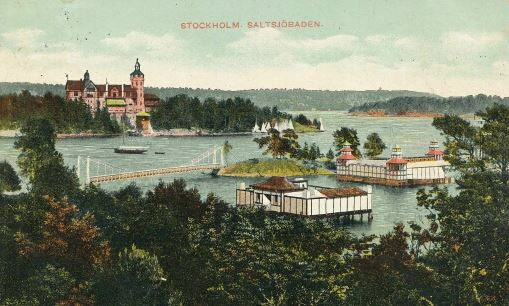
Badholmen, vykort från omkring 1908.

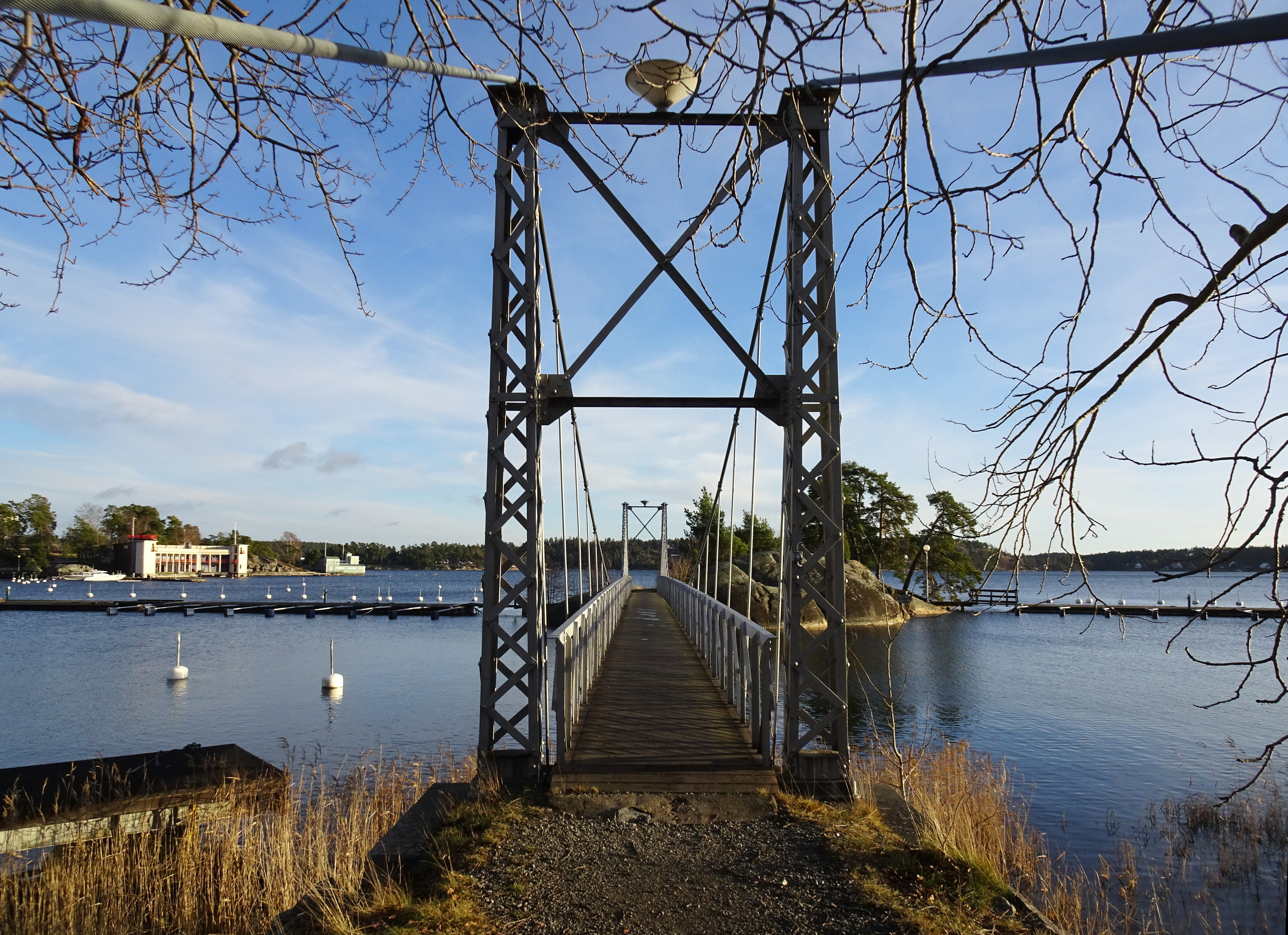
Hängbron till Badholmen, i bakgrunden till vänster syns nuvarande dam- och herrbadhusen på Restaurangholmen.

I samband med att Saltsjöbaden började 1892 etableras som badort och villastad anlades även två kallbadhus som stod färdiga omkring 1895. Herrbadhuset placerades på en liten klippig holme som sedermera kallades ”Badholmen”.  
Mellan Badholmen och fastlandet byggdes även en hängbro med en fri spännvidd av 50 meter som levererades av Bergsunds mekaniska verkstad. Liksom Bergsunds broar till Restaurangholmen vittnar dessa små gångbroar om de höga estetiska krav som kännetecknade Saltsjöbadsprojektet. Samtliga broar finns fortfarande bevarade och har blivit renoverade. 1925 revs herrbadhuset och ett nytt uppfördes på Restaurangholmen, byggt efter ritningar av Torben Grut. 
Det fanns även ett något mindre dambadhus som stod strax söder om Badholmen med en brygga till fastlandet. Dambadhuset flyttades 1925 tvärs över Hotellviken till Restaurangholmen där det placerades norr om herrbadhuset. Båda badhusen genomgick i början av 2000-talet en omfattande renovering och förklarades i januari 2012 för byggnadsminnen.
För en kurort, som Saltsjöbaden ville vara, var havsbad en viktig del. I ”Stockholms Förstäder och villasamhällen 1911” kan man bland annat läsa: Havsbad erhålles i öppen sjö i särskilda kallbadhus, ett för herrar och ett för damer. Baggens kristallklara och för uppfriskande bad så omtyckta vatten har sin särskilda dragningskraft för det badande Stockholm.
Inte långt från Badholmen etablerade vattenläkaren Clara Emilia Smitt i Malmska villan redan i maj 1895 Saltsjöbadens första sanatorium. Hon var examinerad hydroterapeut och studerat medicin utomlands, framförallt moderna hälsometoder som vattenbehandling och elektriska ljusbad. Bad i kallbadhusen ingick troligen i Smitts behandlingsmetoder. Hennes terapier fördes vidare i det 1903 nybyggda Badhotellet.